# Dippach (Luxemburg)
Dippach (Luxemburgs: Dippech) is een gemeente in het Luxemburgse Kanton Capellen.
De gemeente heeft een totale oppervlakte van 17,42 km² en telde 3501 inwoners op 1 januari 2007.

## Plaatsen in de gemeente
- Bettange-sur-Mess
- Dippach
- Schouweiler
- Sprinkange

## Ontwikkeling van het inwoneraantal
| Jaar                              | 2001 | 2002 | 2003 | 2004 | 2005 |
| --------------------------------- | ---- | ---- | ---- | ---- | ---- |
| Inwoneraantal                     | 3189 | 3233 | 3234 | 3292 | 3360 |
| Opmerking: tellingen op 1 januari |      |      |      |      |      |

## Geboren
- Laurent Didier (1984), wielrenner